# Joodse Omroep

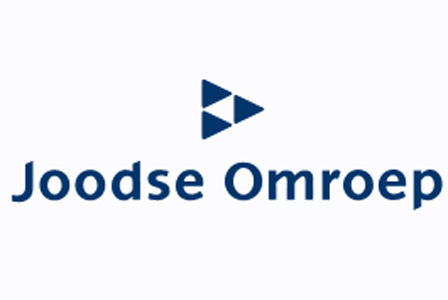
Logo des Joodse Omroep

Der Joodse Omroep (JO), deutsch: „Jüdischer Rundfunk“, war ein 1973 gegründeter niederländischer öffentlich-rechtlicher Rundfunkverband, dessen Aufgabe es war, das Judentum in allen Facetten auszuleuchten, mit der jüdischen Religion als verbindendem Element.

## Zusammensetzung
Die Leitung bestand aus den Vertretern der drei niederländischen jüdischen Gemeinschaften: der Nederlands-Israëlitisch Kerkgenootschap, der Nederlands Verbond voor Progressief Jodendom und der Portugiesisch-Israelitischen Gemeinde. Der Joodse Omroep konzentrierte sich in erster Linie auf die jüdische Bevölkerung in den Niederlanden, legte aber auch Wert darauf, dass die Radio- und Fernsehprogramme auch für Nichtjuden von Interesse waren. Der JO war ein sogenannter 2.42-Sender (zuvor auch 39f-omroep genannt), was bedeutete, dass er aus Steuermitteln finanzierte Programme machen konnte, die über den niederländischen öffentlich-rechtlichen Rundfunk ausgestrahlt wurden.
Seit dem gesetzlichen Ende des 2.42-omroep zum 1. Januar 2016 werden die Sendungen des JO über den Evangelische Omroep (EO) ausgestrahlt.

## Geschichte
Die Sendelizenz wurde von der Niederländisch-Israelitischen Kirchenvereinigung (NIK) gehalten, die bis 2000 die Sendungen selbst unter dem Namen NIK Media bereitstellte. Die Erstsendung erfolgte 1973 im Radio. Im September 2005 wurde der Name Joodse Omroep  angenommen. Am 6. Dezember 2012 gab Kulturstaatssekretär Sander Dekker (VVD) seine Pläne zur Rundfunkneuordnung bekannt. So sollte für die kleinen religiösen Sender kein gesonderter Status mehr eingeräumt werden. Proteste, wonach der JO ausgenommen werden sollte, da die Niederlande ihren jüdischen Mitbürgern gegenüber eine Ehrenschuld haben, blieben unerhört. So erlosch die JO zum 1. Januar 2016. Allerdings wurde den Inhalten der JO ein Platz in der Sendezeit der Evangelischen Omroep (EO) eingeräumt. Die letzte Sendung des JO war eine Folge der NPO Radio 5-Sendung De kunst van het luisteren (Die Kunst des Zuhörens), welche am 27. Dezember 2015 ausgestrahlt wurde. Der letzte Direktor war Alfred Edelstein. Er wurde als Chefredakteur für die jüdischen Sendungen der EO übernommen.

## Programm
In Radio und Fernsehen wurden regelmäßig alle möglichen Themen diskutiert, die die jüdische Gemeinde, den jüdischen Glauben, die jüdische Kultur und ihre Traditionen betrafen. Im Mittelpunkt des Programms stand die Wissensvermittlung über das Judentum – in welcher Form auch immer. Dies geschah beispielsweise durch die Ausstrahlung einer Fernsehserie über eine prominente Persönlichkeit oder  eine besondere jüdische Gemeinde, einen Radiobericht über ein jüdisches Ereignis. Dazu kamen Internet-Specials, das für sich allein standen oder begleitende Informationen zu einer Sendung enthalten konnten.
Der Joodse Omroep strahlte alle zwei Wochen Sendungen auf dem Fernsehsender Nederland 2 (heute NPO 2) aus. Zumeist an Wochenenden mit Wiederholungen in der Woche. Dazu jeden Sonntag auf NPO Radio 5 De kunst van het luisteren oder Muziek Op Zondag En Sjabbes. 
Ab Januar 2010 hatte der JO sein Programm komplett überarbeitet und der jüdische Sender richtete sich an ein breiteres und jüngeres Publikum. Im Oktober 2015 gewann der JO den Europäischen Filmpreis Prix Europa für den Dokumentarfilm Little Angels. Der Preis wurde dem Regisseur Marco Niemeijer in Berlin überreicht.
Weitere Beispiele für erfolgreiche Fernsehsendungen:
- Zoek de verschillen, in der jüdische Jugendliche, ohne zu wissen, wo sie sich befinden, eine unbekannte und exotische jüdische Gemeinde besuchen
- Gelukkig oud in Beth Juliana, Reportage aus dem Jahr 2012 über das niederländische Altersheim Beth Juliana in Herzlia bei Tel Aviv. Das Seniorenheim wurde 1979 errichtet. Viele jüdische Niederländer, die nach dem Krieg nach Israel gezogen sind, verbringen hier ihren Lebensabend. In jeder Folge wurden andere Personen der Einrichtung näher vorgestellt
- Die Reihe Witz, worin der Moderator Horace Cohen die besten Ausschnitte jüdischer Komiker präsentierte
- De Reportagereihe Dwars door de diaspora, worin junge Juden quer (dwars) durch Europa und Nordafrika reisten, auf der Suche nach ihren Wurzeln
- Doctor Jost, über die Höhen und Tiefen eines niederländischen Tierarztes in Israel
- Die Kochsendung Go Go, Kosher!
- Die Dokumentationsreihe Story of the Jews, in der die Ursprünge des Judentums von New York bis Odessa und von Berlin nach Jerusalem führen